# Xã Hector, Quận Mississippi, Arkansas
Xã Hector (tiếng Anh: Hector Township) là một xã thuộc quận Mississippi, tiểu bang Arkansas, Hoa Kỳ. Năm 2010, dân số của xã này là 733 người.